# Buzău (län)
Buzău är ett län (județ) i sydöstra Rumänien med 470 674 invånare (2018). Det har 2 municipii, 3 städer och 82 kommuner.

## Municipii
- Buzău
- Râmnicu Sărat

## Städer
- Nehoiu
- Pogoanele
- Pătârlagele

## Kommuner
| - Amaru - Bălăceanu - Balta Albă - Beceni - Berca - Bisoca - Blăjani - Boldu - Bozioru - Brădeanu - Brăeşti - Breaza - Buda - C.A. Rosetti - Calvini - Căneşti - Cătina - Cernăteşti - Chiliile | - Chiojdu - Cilibia - Cislău - Cochirleanca - Colţi - Costeşti - Cozieni - Florica - Gălbinaşi - Gherăseni - Ghergheasa - Glodeanu Sărat - Glodeanu-Siliştea - Grebănu - Gura Teghii - Largu - Lopătari - Luciu - Măgura | - Mărăcineni - Mărgăriteşti - Mânzăleşti - Merei - Mihăileşti - Movila Banului - Murgeşti - Năeni - Odăile - Padina - Pardoşi - Pănătău - Pârscov - Pietroasele - Podgoria - Poşta Câlnău - Puieşti - Racoviţeni - Râmnicelu | - Robeasca - Ruşeţu - Săgeata - Săhăteni - Săpoca - Săruleşti - Scorţoasa - Scutelnici - Siriu - Smeeni - Stâlpu - Tisău - Topliceni - Ţinteşti - Ulmeni - Unguriu - Vadu Paşii - Valea Râmnicului - Valea Salciei | - Vâlcelele - Verneşti - Vintilă Vodă - Vipereşti - Zărneşti - Ziduri |